# Xaverovský háj
Xaverovský háj je les tvořící východní výběžek území Dolních Počernic v Praze, vklíněný mezi osadu Xaverov v Horních Počernicích a průmyslovou zónu Běchovic. Větší část lesa je od roku 1982 chráněna jako přírodní památka. Důvodem ochrany je 69,9 ha zalesněné plochy. Nachází se zde totiž významné porosty dubů v mnoha přirozených typech.
Xaverovský háj je součást přírodního parku Klánovice-Čihadla, který je největším přírodním parkem na území Prahy.

## Lokalita

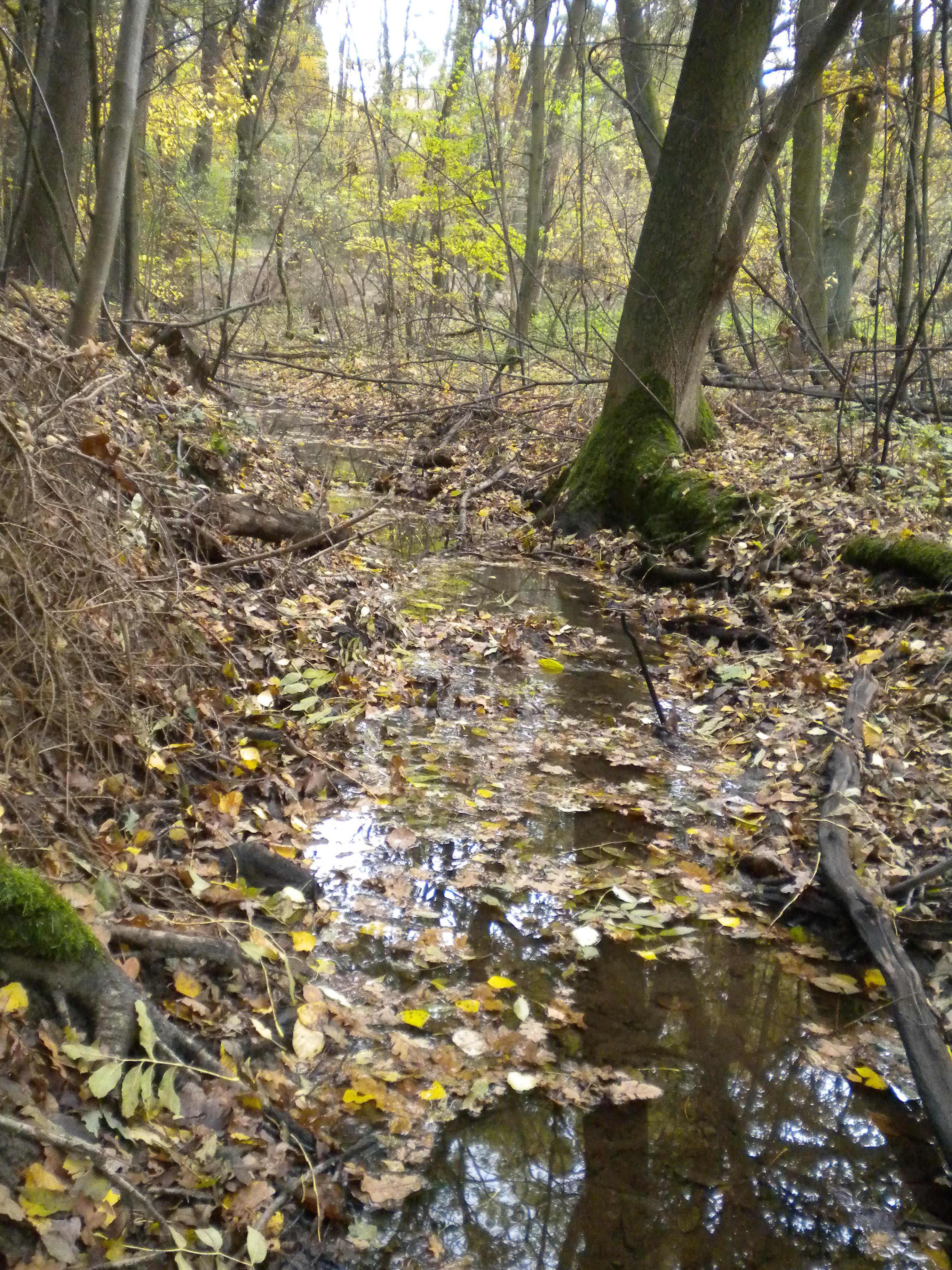
Xaverovský potok

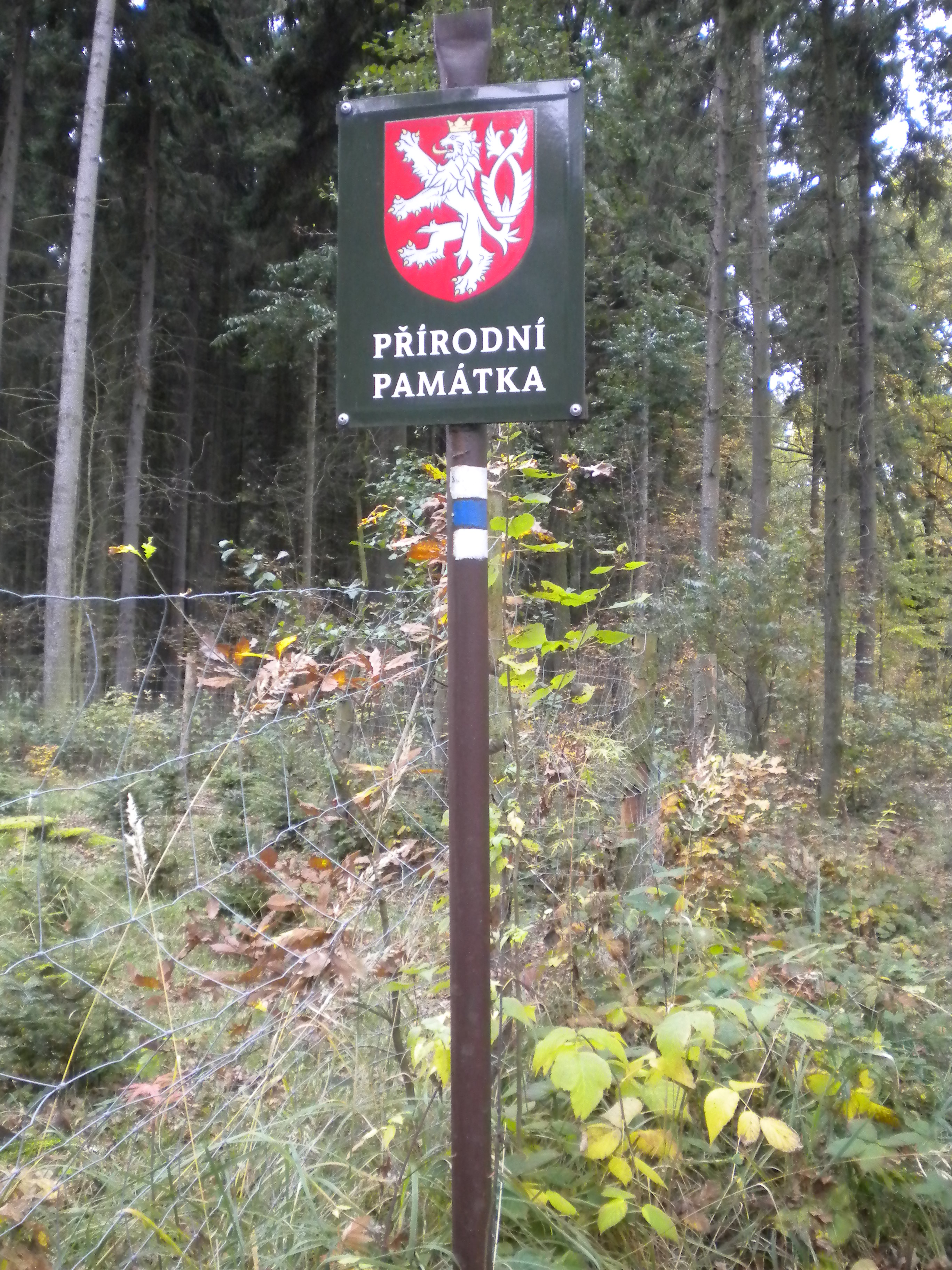
Označení přírodní památky Xaverovský háj

Přírodní park i s hájem se nachází v Počernické tabuli, která je součástí geomorfologického celku Pražská plošina. Nadmořská výška je ve všech částech háje obdobná. Pohybuje se mezi 237 a 268 m n. m. Severní okraj háje leží v údolí potoků, jižní okraj leží na mírném hřebínku na hranici s Běchovicemi, s kótou Háj (267 m n. m.). Západní část háje, směrem k Pražskému okruhu a golfovému hřišti Černý Most, není součástí přírodní památky.
V severním sousedství háje se nacházejí na Svépravickém potoce dva z počernických rybníků. Níže leží větší z nich, rybník Eliška, také zvaný Koupaliště. Byl vybudován v roce 1954 k rekreačním účelům. Nad Eliškou, tedy východněji, se nachází menší rybník Barbora, který slouží místním rybářům. Při severovýchodní hranici háje teče drobný Xaverovský potok, který se na okraji tohoto území vlévá do Svépravického potoka; k přírodní památce však patří i malá část nezalesněného území na druhém břehu potoka. Tyto dva potoky tvoří hlavní hydrologickou kostru území.
Ve středu háje stojí osamocená hájovna se zajímavými architektonickými prvky připomínajícími období renesance v Itálii.

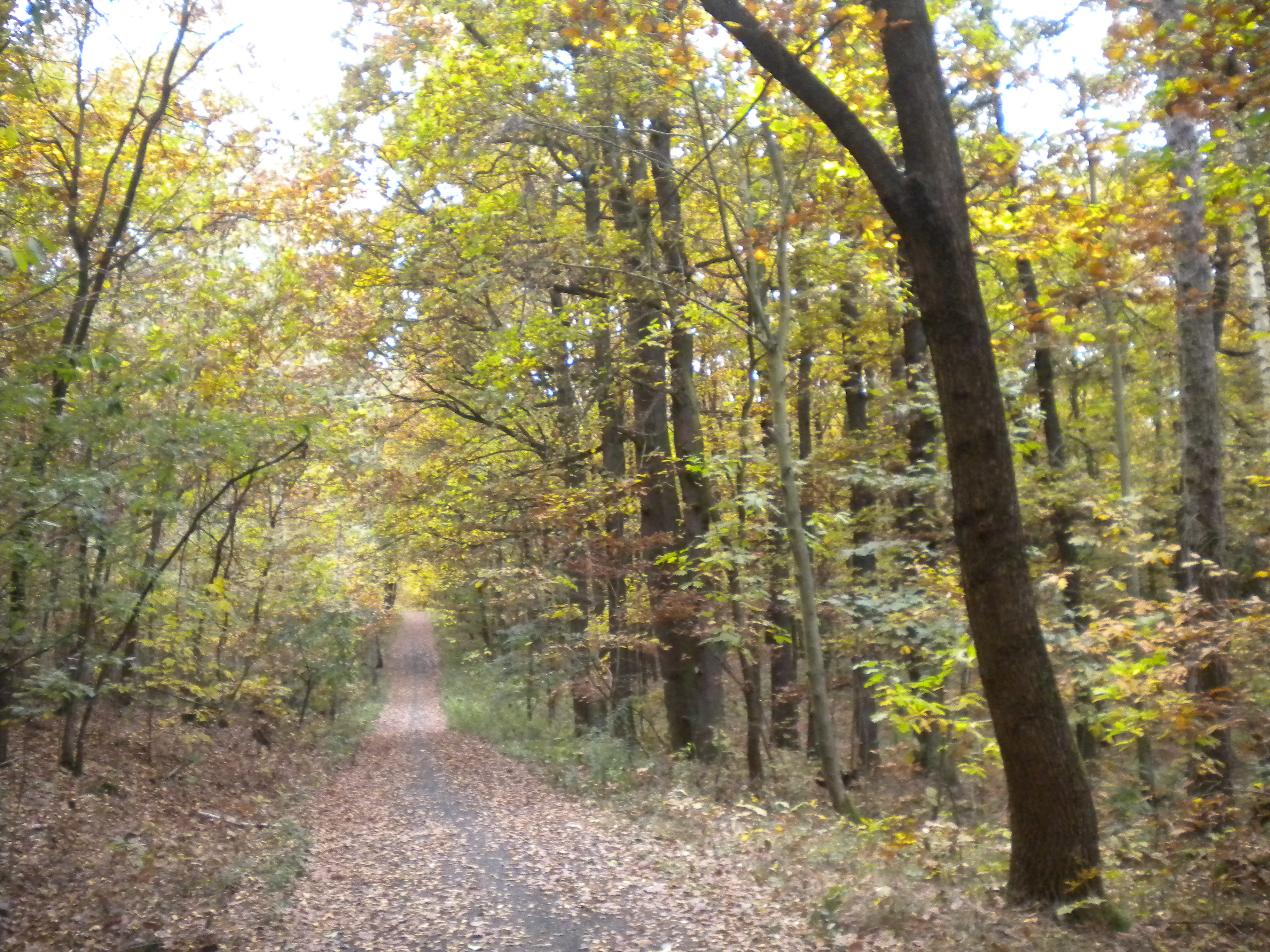
Xaverovský háj

## Historie
Xaverovský háj byl dříve součástí velkostatku Dolní Počernice a patřil rodu Čejků z Olbramovic. Jednalo se o 55 ha druhotně zalesněné plochy (východní polovina nynější rozlohy). Tato plocha zbyla po obcích zničených za třicetileté války. Později toto území vlastnily rody Colloredů, Swertsů, Ehrenfeldů, Dohalských, Enisů a Dercsenyi. Ve dvacátém století vlastnila háj pražská obec, později stát a Státní lesy. V 60. letech 20. století byla přičleněna okolní půda a zalesněna i západní polovina háje. V letech 1979–1981 probíhala výstavba východní spojky. Bylo proto nutné odlesnění 2,62 ha území. Tímto vnějším zásahem došlo k rozrušení souvislosti území. Od roku 2002 do současnosti je celá oblast majetkem hlavního města Prahy.
Do ledna roku 2014 bylo chráněno 100 ha rozlohy Xaverovského háje, nicméně radní hlavního města Prahy rozhodli v lednu 2014 o zmenšení území na 69,9 ha s datem účinnosti od 25. ledna téhož roku. Důvodem zmenšení bylo vyjmutí západní části přírodní památky, kde se dříve nacházela zemědělská půda a v současnosti tam roste mladý les.

## Přírodní poměry

### Geologie
V této oblasti je geologické podloží tvořeno písčitými až slepencovými vrstvami svrchní křídy, pod nimiž je vrstva ordovických břidlic a pískovců. Díky nepropustným břidlicím je v této lokalitě zvýšená hladina podzemní vody. Geologickému podloží také odpovídají středně bohaté, jílovitohlinité a často oglejené půdy.
Na území háje převládají živná stanoviště (85 % území). Živná stanoviště zahrnují svahy až plošiny s úrodnou půdou, kde se daří právě dubům, bukům i habrům. Celkové území doplňují méně vhodné oblasti, a to kyselá (12 %) a podmáčená stanoviště (3 %).

### Flóra
Na území Xaverovského háje se nachází dubový les v několika přirozených typech (lipová doubrava, buková doubrava, bezkolencová doubrava). Tudíž jsou zde velmi staré stromy.
V této oblasti bojují s nepůvodní vegetací a snaží se o obnovení přirozeného složení lesa. V tomto případě se jedná převážně o podporu dubů zimního a letního, habrů, olší a vrb na úkor nepůvodních jehličnatých porostů, jasanů, bříz a dubu červeného.

#### Byliny
Východní polovina nynější rozlohy byla druhotně zalesněna ve středověku po zničených obcích za třicetileté války. Západní polovina také byla zalesněna až později, a to v 60. letech 20. století. Z tohoto důvodu, se zde nenachází příliš mnoho bylin, můžeme říci, že je zde chudé bylinné patro. Pokud nějaké rostliny přece jen spatříme, tak se jedná převážně o rostliny jednoděložné.
- kostřava ovčí (Festuca ovina)
- metlička křivolaká (Avenella flexuosa)
- černýš luční (Melampyrum pratense)
- bezkolenec (Molinia sp.)
- kostřava různolistá (Festuca heterophylla)
- lipnice hajní (Poa nemoralis)
- devětsil bílý (Petasites albus)
- třtina chloupkatá (Calamagrostis villosa)
- biky (Luzula sp.)

#### Stromy

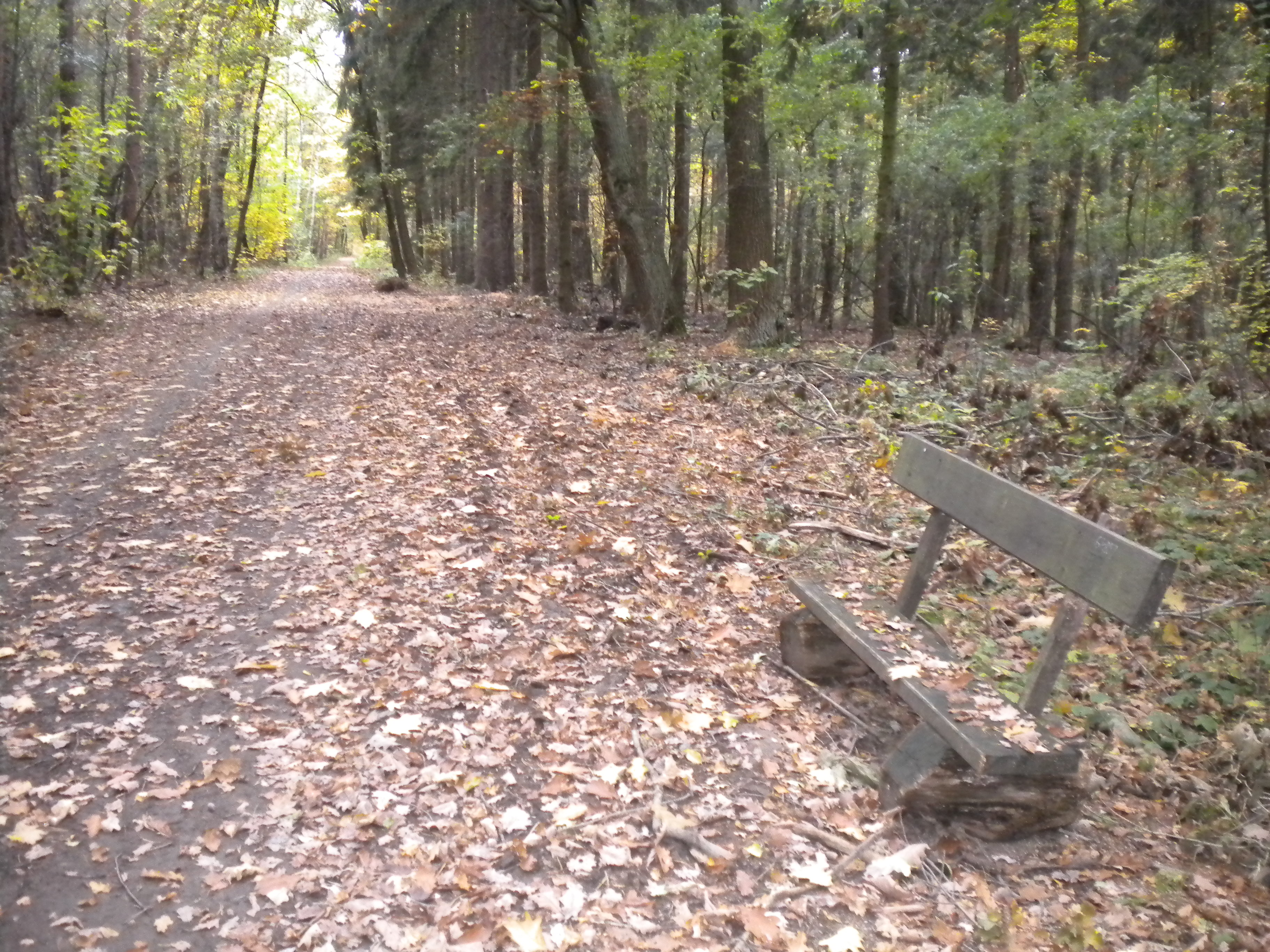
Lavička v Xaverovském háji

Původní porost byl tvořen duby (77% veškerých dřevin).
- dub letní (Quercus robur)
- dub zimní (Quercus petraea)

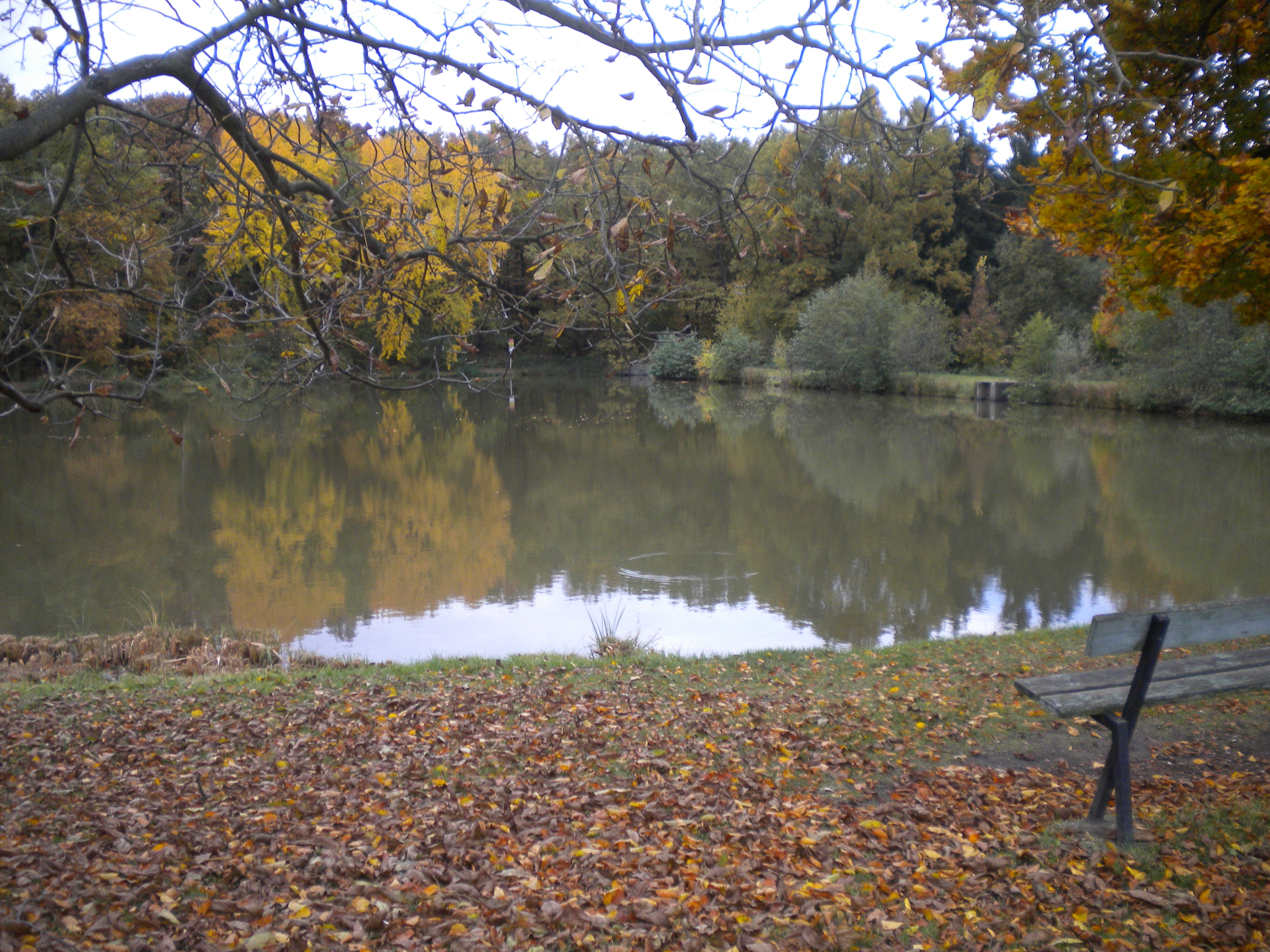
Rybník Eliška

Také zde najdeme stromy druhotného porostu.
- dub červený (Quercus rubra)
- habr obecný (Carpinus betulus)
- jasan americký (Fraxinus americana)
- borovice černá (Pinus nigra)
- smrk ztepilý (Picea abies)
- topol kanadský (Populus deltoides)
- bříza bělokorá (Betula pendula)
- lípa malolistá (Tilia cordata)
- vrba (Salix sp.)
- javor klen (Acer pseudoplatanus)
- modřín opadavý (Larix decidua)
- olše lepkavá (Alnus glutinosa)
- bříza pýřitá (Betula pubescens), která je jinak v Praze vzácná.[8]

#### Keře
- krušina olšová (Frangula alnus)

### Fauna
Žije zde množství živočichů, jak obratlovců, tak bezobratlých. Významný je především výzkum Dr. Pulpána, který zde objevil výskyt velkých brouků z čeledi střevlíkovitých.
Z bezobratlých zde byl pozorován lišaj borový (Sphinx pinastri), ze střevlíkovitých střevlík zahradní (Carabus hortensis), * střevlík hajní (Carabus nemoralis) či střevlík svraštělý (Carabus intricatus).

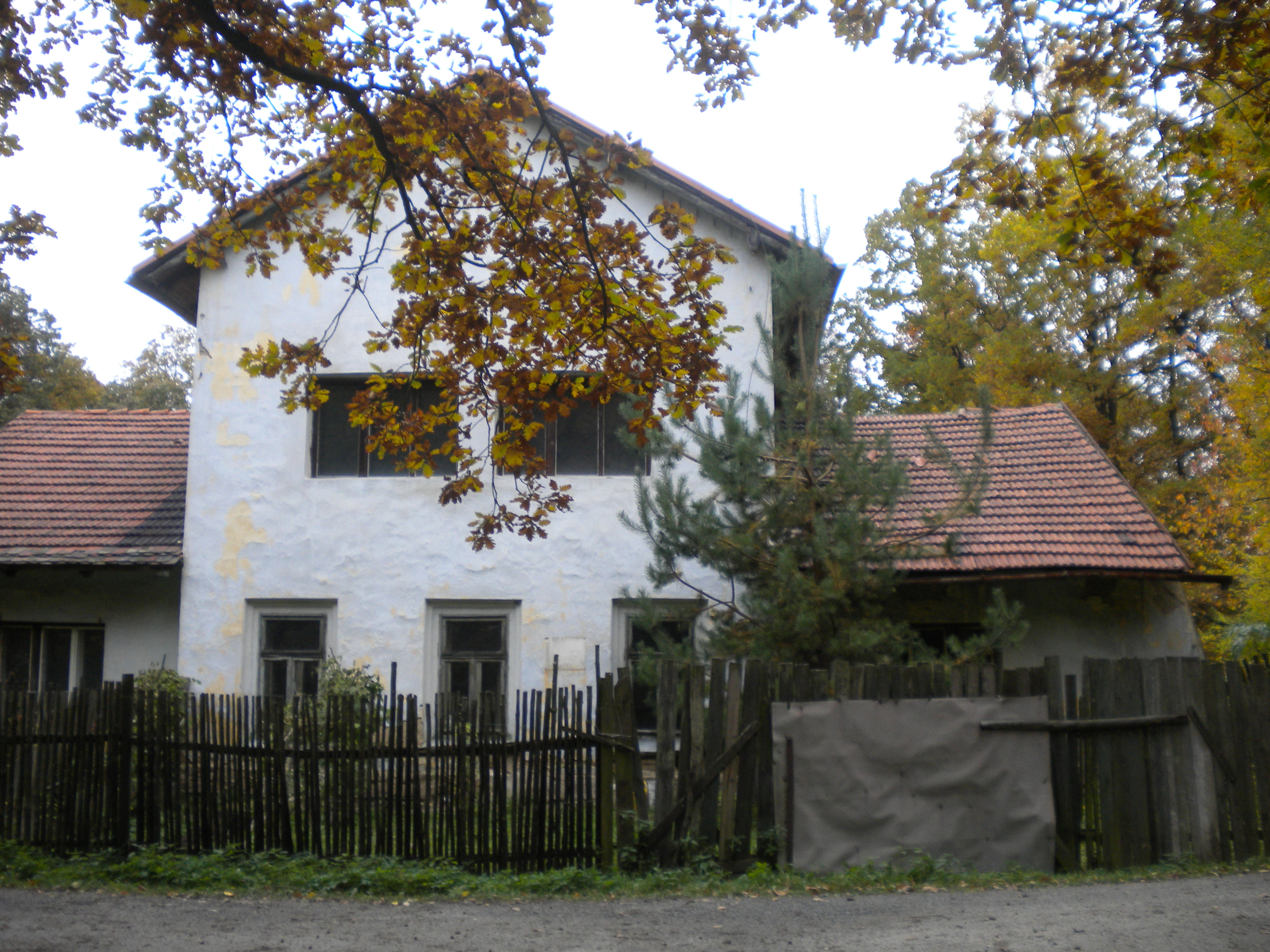
Hájovna ve středu háje

#### Obratlovci

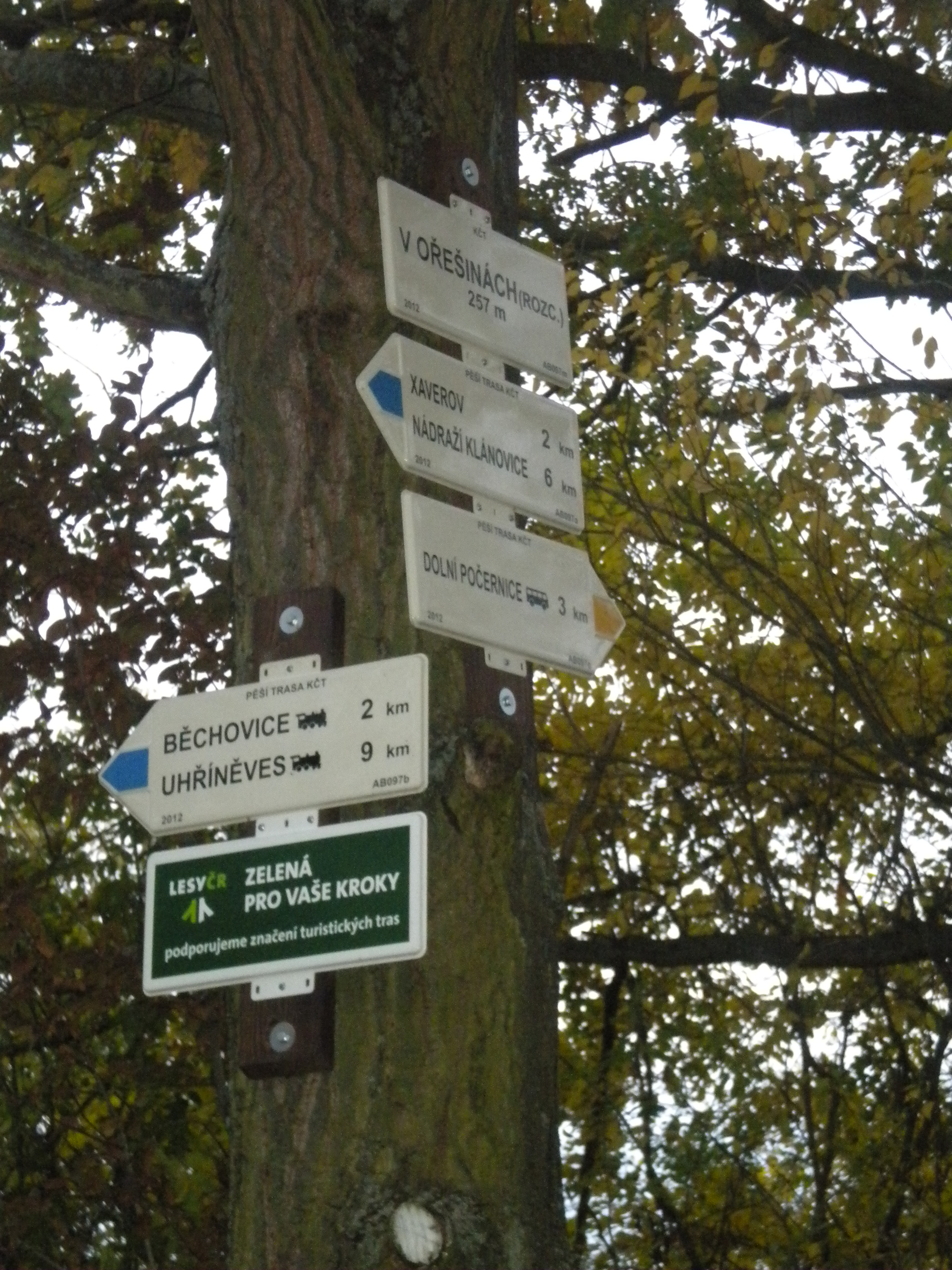
Turistický rozcestník KČT na rozcestí V Ořešinách

Z ptáků se na lokalitě vyskytuje např.: žluna zelená (Picus viridis), strakapoud velký (Dendrocopos major), pěnice černohlavá (Sylvia atricapilla), rákosník zpěvný (Acrocephalus palustris), sedmihlásek hajní (Hippolais icterina), sýkora koňadra (Parus major), sýkora modřinka (Cyanistes caeruleus), káně lesní (Buteo buteo), poštolka obecná (Falco tinnunculus) či bažant obecný (Phasianus colchicus).
Ze savců zde byl pozorován zajíc polní (Lepus europaeus), srnec obecný (Capreolus capreolus), liška obecná (Vulpes vulpes), kuna lesní (Martes martes), lasice kolčava (Mustela nivalis), lasice hranostaj (Mustela erminea), ježek západní (Erinaceus europaeus), rejsek obecný (Sorex araneus), myšice křovinná (Apodemus sylvaticus) a několik druhů netopýrů
(Microchiroptera sp.).

## Ochrana
Hlavním důvodem ochrany je výskyt přirozených porostů dubového lesa. Mezi ohrožující faktory tohoto území patří zejména těsná blízkost východní spojky a ohrožení přirozených porostů dubového lesa nepůvodní vegetací. V západní části je háj přetnutý východní spojkou. Kvůli výstavbě bylo nutné odlesnění 2,62 ha území. Tímto vnějším zásahem došlo k rozrušení souvislosti území. Malá část Xaverovského háje se dnes nachází za dálnicí a pro ochranu přírody nemá výrazný význam. Tento problém by mohl být v budoucnosti vyřešen stavbou ekoduktu. Jako více pravděpodobné se bohužel jeví zmenšení rozlohy háje o tuto bezvýznamnou plochu.
V této oblasti bojují s nepůvodní vegetací a snaží se o obnovení přirozeného složení lesa. Od roku 2004 se zde provádí tzv. clonné seče, kdy se zvyšuje množství dopadajícího světla a podporuje se přirozené zmlazení dubu. Prakticky tento zákrok vypadá tak, že se zlikvidují staré a nemocné stromy, ty nestíní výmladkům, a proto se jim lépe daří. Od roku 2007 je hl. m. Praha držitelem přísného lesnického certifikátu Forest Stewardship Council (FSC) pro podporu přirozeného složení lesa. V tomto případě se jedná převážně o podporu dubů zimního a letního, habrů, olší a vrb na úkor nepůvodních jehličnatých porostů, jasanů, bříz a dubu červeného.

## Turismus
Středem Xaverovského háje prochází od severovýchodu k jihozápadu modře značená pěší turistická trasa 1003 z Klánovického lesa k nádraží Praha-Běchovice. Na rozcestí V Ořešinách u jihozápadního rohu území přírodní památky a severozápadního roku areálu výzkumných ústavů Běchovice na ni navazuje žlutě značená trasa do Dolních Počernic. Severojižním směrem prochází kolem hájovny a přes rozcestí V Ořešinách cyklistická trasa A258, která je alternativní větví dálkové cyklotrasy č. 14, vedoucí západovýchodním směrem severně od háje.
Z háje vedou neznačené cesty k rybníkům Eliška a Barbora, po hrázích rybníků pak pokračují do Svépravic. U rybníka Eliška se nacházejí lavičky, kde je možné zastavit se a nakrmit kachničky.

## Galerie

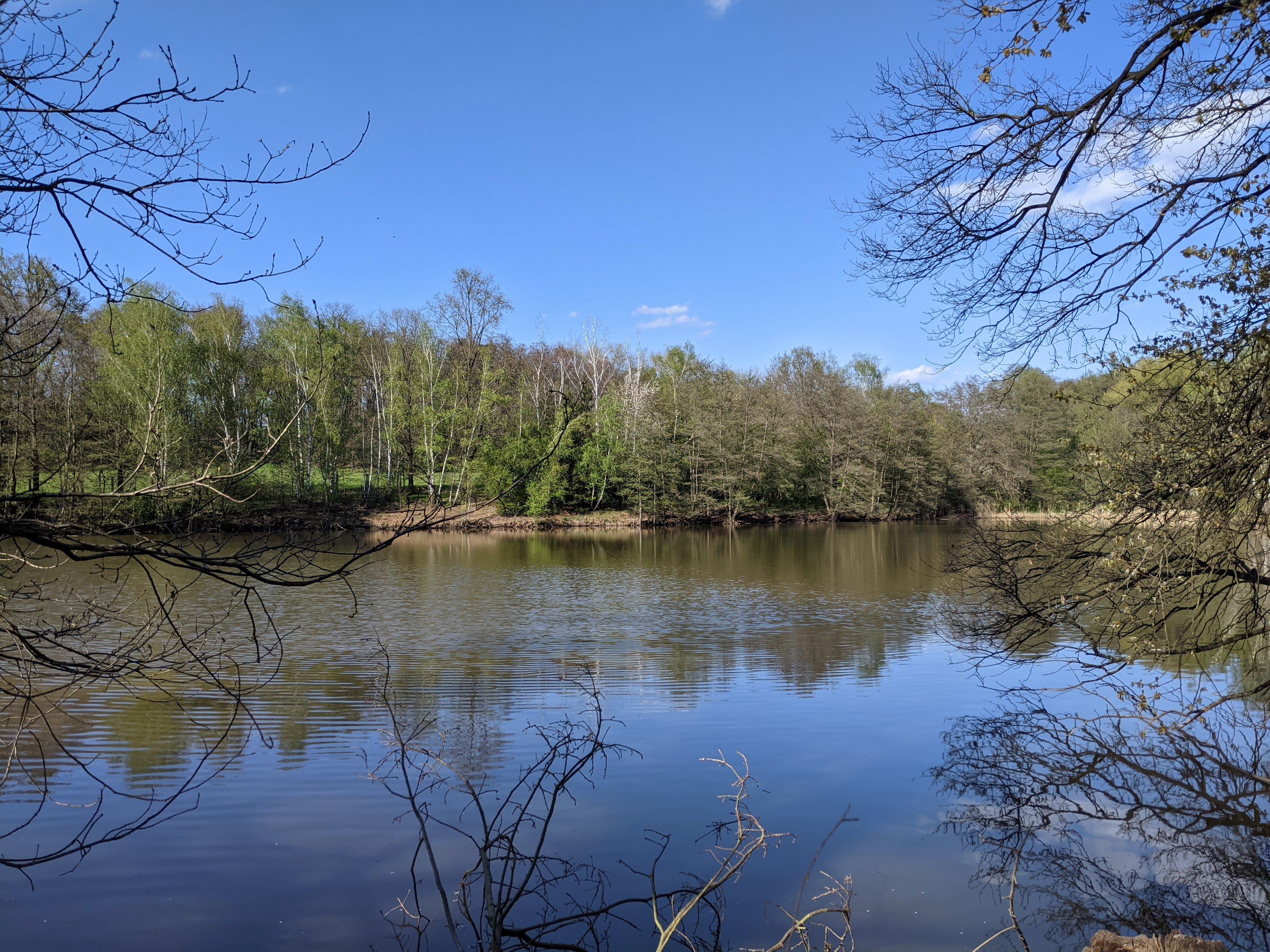
rybník Barbora
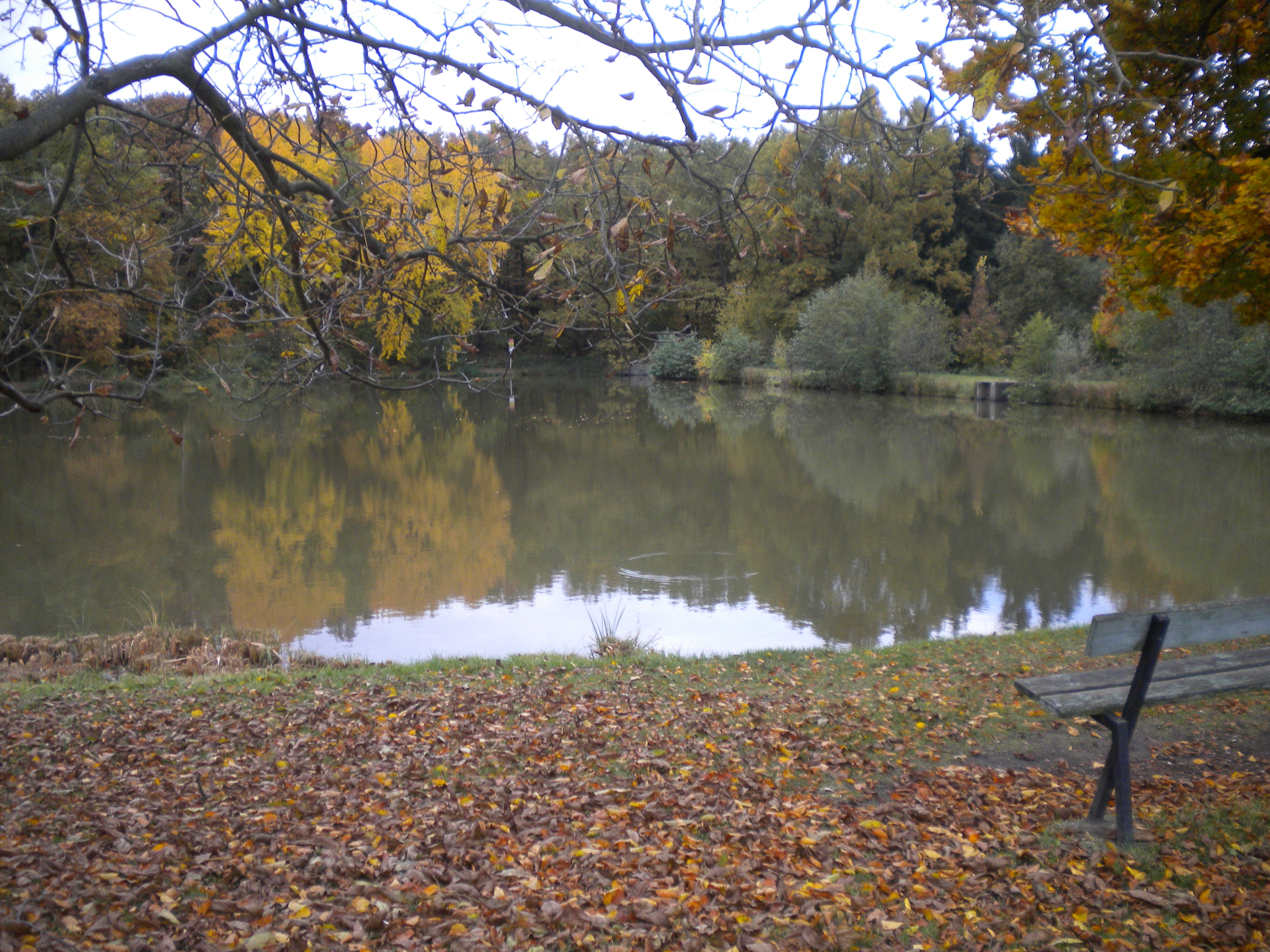
rybník Eliška
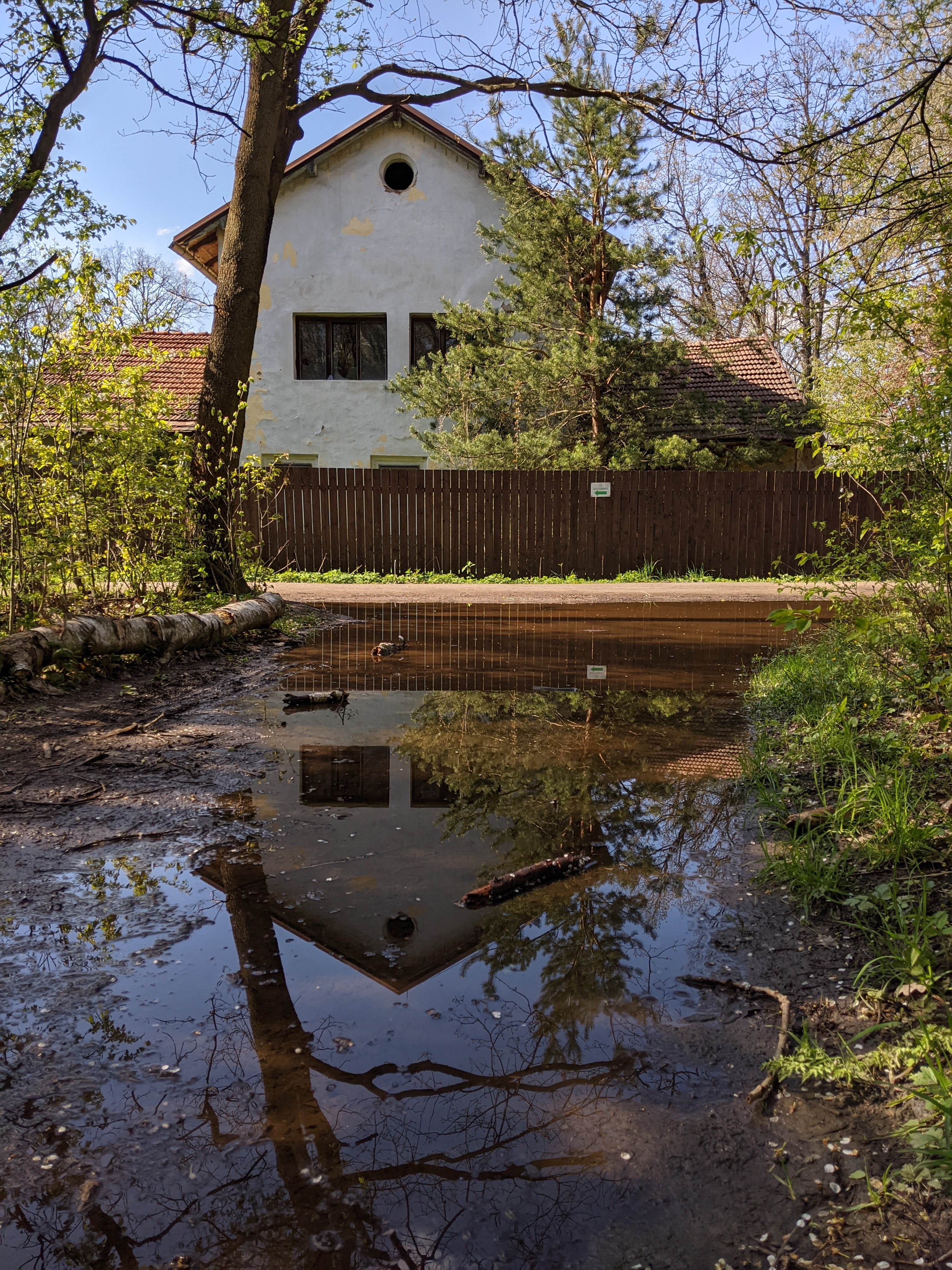
hájenka
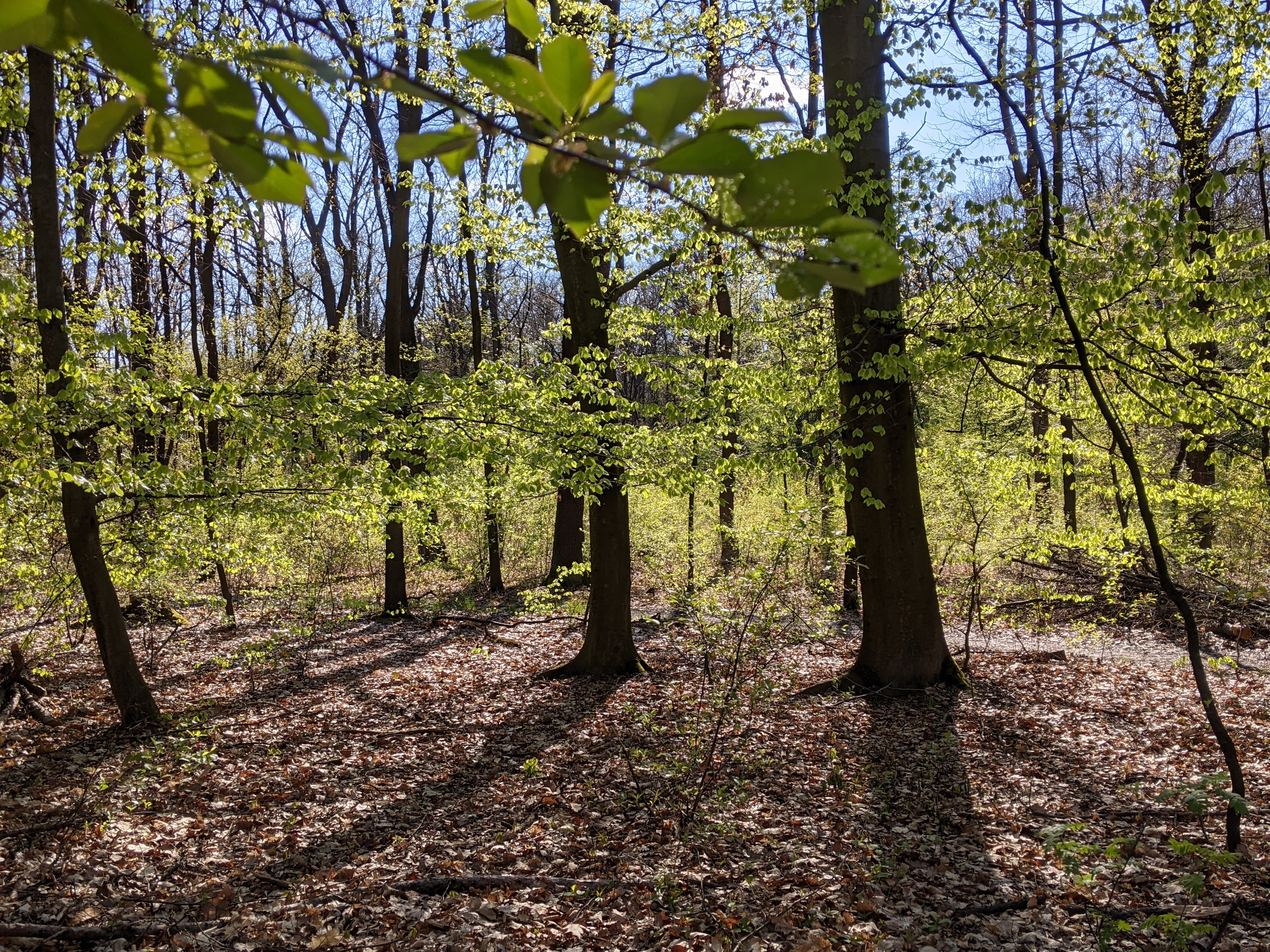
světlý listnatý les na jaře
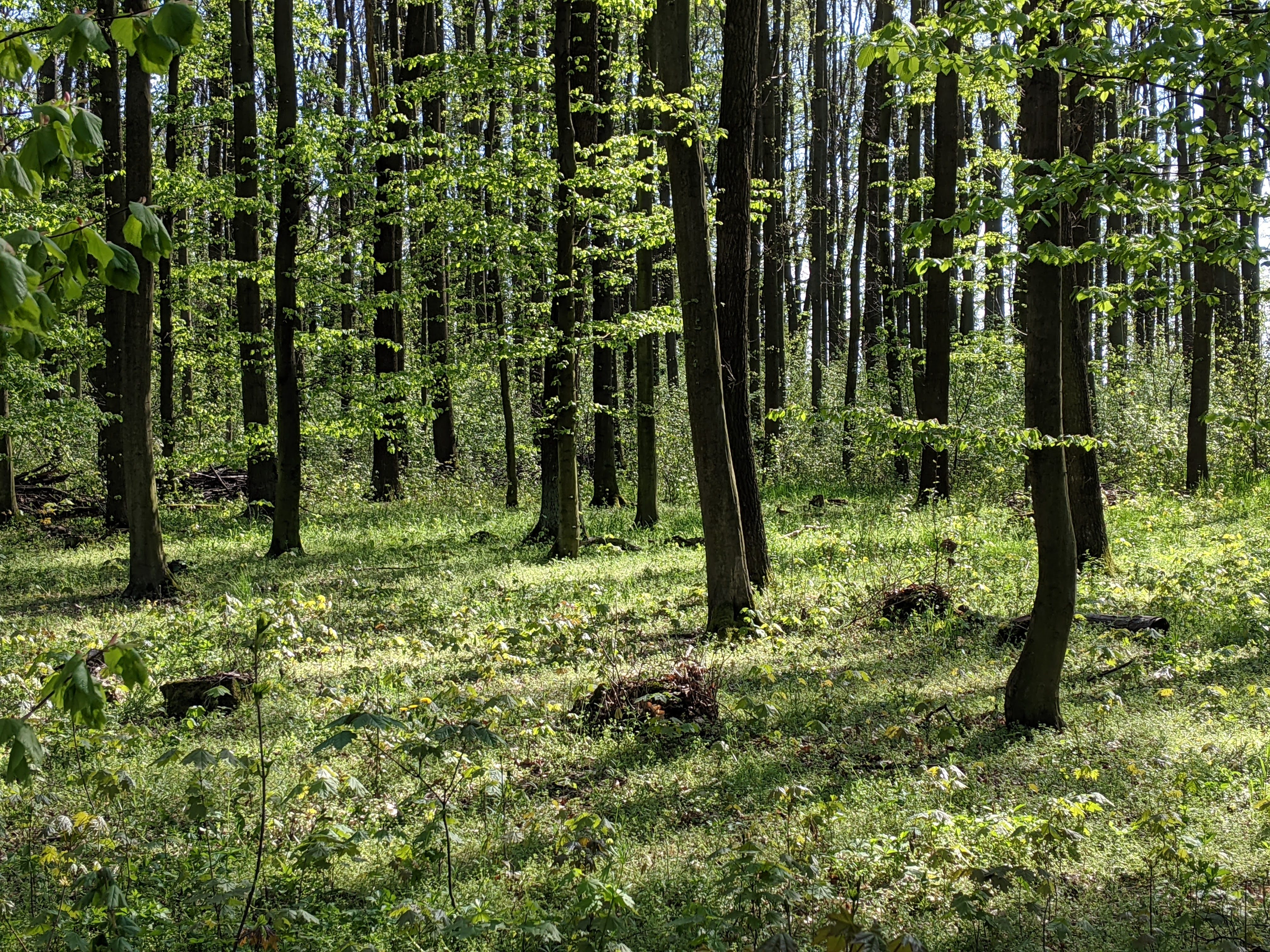
les v západní části přírodní památky
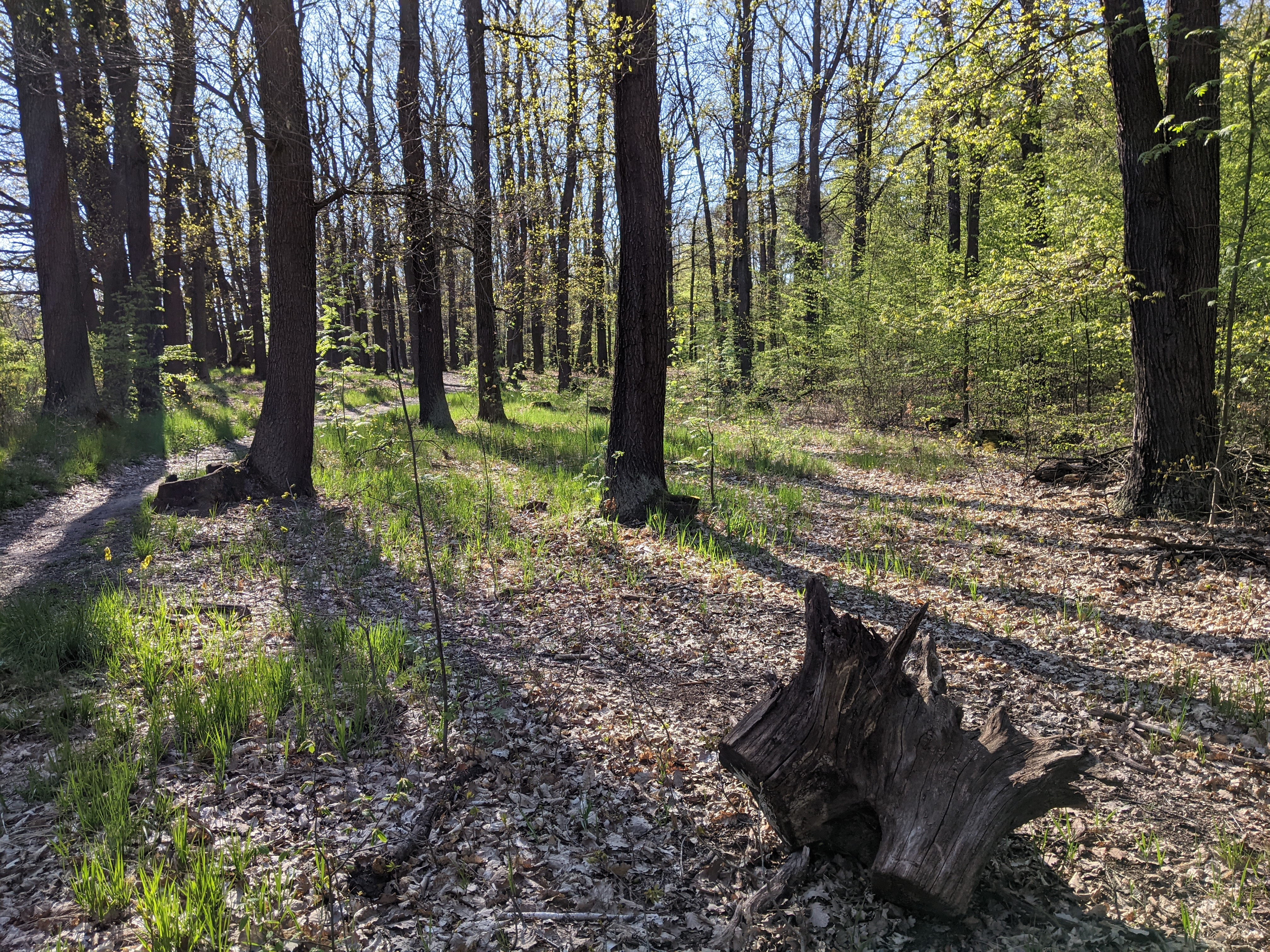
jihovýchodní cíp chráněného území